# オトナ高校
『オトナ高校』（オトナこうこう）は、2017年10月14日から12月9日まで毎週土曜23時5分から23時59分に、テレビ朝日系の「土曜ナイトドラマ」枠で放送された日本のテレビドラマ。主演は三浦春馬。
性体験がない30歳以上の男女が入学させられる「オトナ高校」を舞台にした学園ドラマである。

## 製作
脚本は、「映画 ビリギャル」「テルマエ・ロマエII」を手掛けた橋本裕志、演出は「劇場版 新・ミナミの帝王」の監督を務めた瑠東東一郎が担当する。
プロデューサーの貴島彩理は、「“超カッコ悪いオトナ”になってしまった主人公たちが、恋愛を通して、やがてSEX以上に大切なことを学び、成長してゆく物語」である。誰しもが“破れない殻”を“童貞”と象徴して、人間ドラマのプロフェッショナルである橋本がオリジナルで「オトナの群像コメディ」を描く。助監督の約2分の1が本物の童貞であり、童貞の思考法や行動の手本があることで真に迫った童貞を描くことができる、という分析がこの番組を手掛けているのとは別の製作会社の関係者によってなされている。
同クールで放送されたフジテレビの連続ドラマ『刑事ゆがみ』（第7話）と、互いに劇中でコラボがなされた（最終話）。

## あらすじ
2017年、政府は深刻な少子化に歯止めをかけるため、性経験のない30歳以上の男女を公的教育機関「オトナ高校」に強制入学させる「第二義務教育法案」を打ち出した。政府から突然、オトナ高校への入学を義務付けられたトップバンク行員の荒川英人は戸惑いつつも入学。卒業条件である「童貞卒業」を目指して30代から50代まで様々な学友と悩みながら人として成長していく。

## キャスト

### オトナ高校 生徒
荒川 英人〈30〉
演 - 三浦春馬
本作の主人公。ヤマト銀行国際部の社員。山形県出身。東京大学卒業生。プライドが高く、妄想癖がある。
トップバンクの行員のエリートでありながら童貞であるということから「チェリート」というあだ名をつけられてしまう。幼少期のあだ名は「どすこい君」。
権田 勘助〈55〉
演 - 高橋克実
あだ名は「サショー」。荒川英人の上司。ヤマト銀行国際部の部長。早稲田大学卒業生。
第4話でEDとカルロスの前で告白。
斑 益美〈35〉
演 - 山田真歩
あだ名は「ヒミコ」。引きこもりのオタクで、数々の恋愛漫画を読破してきた。
川本・カルロス・有〈33〉
演 - 夕輝壽太
あだ名は「ヤルデンテ」。弁当店「かわもと」の店長。ブラジル人の血を引く、元高校球児。第4話でゲイだと判明。また遥香に対して英人の悪い噂を流した。
園部 真希〈32〉
演 - 黒木メイサ
あだ名は「スペア」。商社「須佐能商事」のキャリアウーマン。一橋大学卒業生。
恋に不器用で常に「2番目の女」に甘んじてしまう。上司と不倫中。

### オトナ高校 教師
山田 翔馬〈25〉
演 - 竜星涼
担任。毒舌のスパルタ教師。キラキラネームの読みは「ペガサス」。5人の子持ち。妻は1年前に死亡。男手一つで5人の子供を育てている。「スナックペガサス」の店主（第6話）。
姫谷 さくら〈24〉
演 - 松井愛莉
本作のヒロイン。副担任。性経験において百戦錬磨の「エロ小悪魔教師」。「ヤマト銀行」系列会社の社員。英人が想いを寄せていた女性。
嘉数 喜一郎〈53〉
演 - 杉本哲太
「校長」兼「内閣府特別政務官」。
持田 守〈45〉
演 - 正名僕蔵
副担任。不細工ながら美女と結婚し、5人の愛人を持つ。

### ヤマト銀行
伊藤 奈緒〈23〉
演 - 長見玲亜
ヤマト銀行国際部の新入社員で23歳。木村と共に行動しており、オペラ好き。
木村 麻実
演 - 氏家恵
ヤマト銀行国際部の社員。新入社員の伊藤と一緒に行動することが多い。

### その他
白鳥 光一
演 - 髙橋洋（第2話 - ）
須佐能商事の社員。園部真希の不倫相手の上司。東京大学卒業生。
西野 小春
演 - 逢沢りな
姫谷さくらの友人。
二階堂 健吉
演 - 緋田康人
開央電機の専務。
役名不明
演 - 成田偉心
弁当店「かわもと」のアルバイト。

### ゲスト

#### 第1話
和田島 正臣
演 - 小手伸也
あだ名は「パーフェクト」。オトナ高校の生徒。
山崎 亜里沙
演 - 小松彩夏
合コンパーティーの参加者。銀行員。
安堂 知里
演 - 奥平フミ
合コンパーティーの参加者。

#### 第2話
麗香
演 - 渡辺舞
代議士の娘。

#### 第3話
中山 遥香
演 - 松井玲奈
荒川英人の幼馴染でグループデートの相手。
詠美
演 - Erina
権田勘助のグループデートの相手。
静流
演 - 二宮郁
川本のグループデートの相手。
片村 渚
演 - 宇佐美奈穂
ソフトボール日本代表。

#### 第4話
岩清水 叶
演 - 城田優（第5話）
あだ名は「王子」。総理大臣の息子。オトナ高校の転校生。一橋大学卒業生。

#### 第6話
斑
演 - 和泉ちぬ
斑益美の母。
山田 心人
演 - 木村皐誠（最終話にも出演）
山田翔馬の子供。6歳。キラキラネームの読みは「ハート」。
山田 緑輝
演 - 築地ひより
山田翔馬の子供。5歳。キラキラネームの読みは「サファイア」。
山田 愛冠
演 - 稟華（現・華岡稟）
山田翔馬の子供。4歳。キラキラネームの読みは「ティアラ」。
山田 微笑
演 - 高野心
山田翔馬の子供。3歳。キラキラネームの読みは「モナリザ」。
山田 皇帝
演 - 加藤斗真（最終話にも出演）
山田翔馬の子供。2歳。キラキラネームの読みは「シーザー」。
警察官
演 - 高橋優
オトナ高校の警備にやって来た警察官。冒頭でオトナ高校の写真を撮ろうとする野次馬を追い返す。

#### 第7話
バーの店長
演 - 喜矢武豊
権田勘助と園部真希が訪れるバーの店長。

## スタッフ
- 脚本：橋本裕志
- 音楽：瀬川英史
- 主題歌：高橋優「ルポルタージュ」 (ワーナーミュージック・ジャパン)[28]
- 演出：瑠東東一郎、山本大輔 、樹下直美
- ゼネラルプロデューサー：三輪祐見子（テレビ朝日）
- プロデューサー：貴島彩理（テレビ朝日） 、松野千鶴子（アズバーズ）
- 制作協力：アズバーズ
- 制作著作：テレビ朝日

## 放送・配信日程
- 以下の放送日は制作局テレビ朝日のものである。

| 各話   | 放送日   | サブタイトル                                                | 演出       |
| ------ | -------- | ----------------------------------------------------------- | ---------- |
| 第1話  | 10月14日 | 童貞卒業したら即卒業!?-恋せよオトナ!衝撃学園ドラマ開幕!     | 瑠東東一郎 |
| 第2話  | 10月21日 | 東大卒エリート童貞VS都合のいい処女!地獄の学園ライフ卒業か!? | 瑠東東一郎 |
| 第3話  | 10月28日 | 動物園の中心で童貞を叫ぶ!?エリート童貞、18年越しの絶叫キス  | 山本大輔   |
| 第4話  | 11月11日 | 性を学ぶ地獄合宿!?急展開の混浴パニック&童貞部長の衝撃告白!  | 瑠東東一郎 |
| 第5話  | 11月18日 | 総理の息子が新入生!?学級崩壊が生んだ男の約束!恋か?友情か?   | 山本大輔   |
| 第6話  | 11月25日 | まさかの個人情報流出!?こじらせエリート、ドロドロ四角関係に! | 山本大輔   |
| 第7話  | 12月2日  | ついに最終章!珍同棲スタートで卒業か!?ドロドロ四角関係に!    | 樹下直美   |
| 最終話 | 12月9日  | ついに卒業!?周回遅れの青春ドラマ、感動のクライマックス!     | 瑠東東一郎 |

- 第2話はフィギュアスケートISUグランプリシリーズロシア大会（19時18分 - 21時30分。18時56分 - 19時18分に直前情報も別途放送）放送のため36分繰り下げ（23時41分 - 翌0時35分）。
- 当初2017年11月4日に第4話を放送予定だったが、SMBC日本シリーズ第6戦・ソフトバンク×DeNA（18時30分 - 21時54分）放送および『サタデーステーション』（21時54分 - 23時24分）延長および『食ノ音色』・『陸海空 地球征服するなんて』がいずれも90分繰り下げ（23時24分 - 23時28分・23時28分 - 翌0時29分）のため放送休止となった。

### ネット配信
- 2017年10月15日からAbemaTVのAbemaSPECIALチャンネルにて、毎週日曜22時 - 23時に配信されている。基本的には地上波放送の翌日に配信される。
- 2017年11月5日は先述の通り前夜の地上波放送が急遽休止となったため、第3話の再配信を行った。
- 地上波の放送終了後もAbemaTVのドラマチャンネルなどでストリーミング配信されている。

## 放送局
| 放送対象地域   | 放送局                   | 系列               | 放送期間                 | 放送時間                           | 脚注   |
| -------------- | ------------------------ | ------------------ | ------------------------ | ---------------------------------- | ------ |
| 関東広域圏     | テレビ朝日 (EX)          | テレビ朝日系列     | 2017年10月14日 - 12月9日 | 土曜 23時5分 - 23時59分            | 制作局 |
| 北海道         | 北海道テレビ (HTB)       | テレビ朝日系列     | 2017年10月14日 - 12月9日 | 土曜 23時5分 - 23時59分            |        |
| 青森県         | 青森朝日放送 (ABA)       | テレビ朝日系列     | 2017年10月14日 - 12月9日 | 土曜 23時5分 - 23時59分            |        |
| 岩手県         | 岩手朝日テレビ (IAT)     | テレビ朝日系列     | 2017年10月14日 - 12月9日 | 土曜 23時5分 - 23時59分            |        |
| 宮城県         | 東日本放送 (KHB)         | テレビ朝日系列     | 2017年10月14日 - 12月9日 | 土曜 23時5分 - 23時59分            |        |
| 秋田県         | 秋田朝日放送 (AAB)       | テレビ朝日系列     | 2017年10月14日 - 12月9日 | 土曜 23時5分 - 23時59分            |        |
| 山形県         | 山形テレビ (YTS)         | テレビ朝日系列     | 2017年10月14日 - 12月9日 | 土曜 23時5分 - 23時59分            |        |
| 福島県         | 福島放送 (KFB)           | テレビ朝日系列     | 2017年10月14日 - 12月9日 | 土曜 23時5分 - 23時59分            |        |
| 長野県         | 長野朝日放送 (abn)       | テレビ朝日系列     | 2017年10月14日 - 12月9日 | 土曜 23時5分 - 23時59分            |        |
| 新潟県         | 新潟テレビ21 (UX)        | テレビ朝日系列     | 2017年10月14日 - 12月9日 | 土曜 23時5分 - 23時59分            |        |
| 静岡県         | 静岡朝日テレビ (SATV)    | テレビ朝日系列     | 2017年10月14日 - 12月9日 | 土曜 23時5分 - 23時59分            |        |
| 石川県         | 北陸朝日放送 (HAB)       | テレビ朝日系列     | 2017年10月14日 - 12月9日 | 土曜 23時5分 - 23時59分            |        |
| 中京広域圏     | 名古屋テレビ（メ〜テレ） | テレビ朝日系列     | 2017年10月14日 - 12月9日 | 土曜 23時5分 - 23時59分            |        |
| 近畿広域圏     | 朝日放送 (ABC)           | テレビ朝日系列     | 2017年10月14日 - 12月9日 | 土曜 23時5分 - 23時59分            |        |
| 香川県・岡山県 | 瀬戸内海放送 (KSB)       | テレビ朝日系列     | 2017年10月14日 - 12月9日 | 土曜 23時5分 - 23時59分            |        |
| 広島県         | 広島ホームテレビ (HOME)  | テレビ朝日系列     | 2017年10月14日 - 12月9日 | 土曜 23時5分 - 23時59分            |        |
| 山口県         | 山口朝日放送 (yab)       | テレビ朝日系列     | 2017年10月14日 - 12月9日 | 土曜 23時5分 - 23時59分            |        |
| 愛媛県         | 愛媛朝日テレビ (eat)     | テレビ朝日系列     | 2017年10月14日 - 12月9日 | 土曜 23時5分 - 23時59分            |        |
| 福岡県・佐賀県 | 九州朝日放送 (KBC)       | テレビ朝日系列     | 2017年10月14日 - 12月9日 | 土曜 23時5分 - 23時59分            |        |
| 長崎県         | 長崎文化放送 (NCC)       | テレビ朝日系列     | 2017年10月14日 - 12月9日 | 土曜 23時5分 - 23時59分            |        |
| 熊本県         | 熊本朝日放送 (KAB)       | テレビ朝日系列     | 2017年10月14日 - 12月9日 | 土曜 23時5分 - 23時59分            |        |
| 大分県         | 大分朝日放送 (OAB)       | テレビ朝日系列     | 2017年10月14日 - 12月9日 | 土曜 23時5分 - 23時59分            |        |
| 鹿児島県       | 鹿児島放送 (KKB)         | テレビ朝日系列     | 2017年10月14日 - 12月9日 | 土曜 23時5分 - 23時59分            |        |
| 沖縄県         | 琉球朝日放送 (QAB)       | テレビ朝日系列     | 2017年10月14日 - 12月9日 | 土曜 23時5分 - 23時59分            |        |
| 富山県         | チューリップテレビ (TUT) | TBS系列            | 2018年1月17日 -          | 水曜 0時36分 - 1時30分（火曜深夜） |        |
| 高知県         | テレビ高知 (KUTV)        | TBS系列            | 2018年1月20日 -          | 土曜 0時20分 - 1時14分（金曜深夜） |        |
| 鳥取県・島根県 | 日本海テレビ (NKT)       | 日本テレビ系列     | 2018年1月19日 -          | 金曜 1時35分 - 2時35分（木曜深夜） |        |
| 日本国内       | AbemaTV                  | ストリーミング配信 |                          | 毎日 18:00 - 18:55                 |        |

## エピローグ
『オトナ高校スピンオフ～炎上のチェリークリスマス♥～』がAbemaTVにて、2017年12月17日（日曜日）22時 - 23時に配信された。なお、これについては地上波放送は行われていない。

## スピンオフドラマ
『オトナ高校 エピソード0』がAbemaTVにて、2017年10月8日（日曜日）22時 - 23時に配信された。なお、これについては地上波放送は行われていない。

### キャスト
- 宇野 颯太〈25〉 - 白洲迅[29]
- 小牧 美和〈29〉 - 片山萌美
- 黒蕨 - Bro.TOM
- 鳴海 吾郎〈57〉 - 金田明夫
- 鬼龍院 龍平〈60〉 - 大和田伸也

### スタッフ
- 脚本 - 橋本裕志
- 音楽 - 瀬川英史
- 監督 - Yuki Saito
- プロデューサー - 秋山貴人（テレビ朝日）、貴島彩理（テレビ朝日）、河野美里（ホリプロ）
- 制作協力 - ホリプロ・Abema Production
- 制作著作 - テレビ朝日